# Dmitrij Bilozertjev
Dmitrij Vladimirovitj Bilozertjev (ryska: Дмитрий Владимирович Билозерчев), född den 22 december 1966 i Moskva, Ryssland, är en sovjetisk gymnast.
Han tog OS-guld i lagmångkampen, OS-guld i ringar, OS-guld i bygelhäst och OS-brons i den individuella mångkampen i samband med de olympiska gymnastiktävlingarna 1988 i Seoul.